# Yoshikane Mizuno
Yoshikane Mizuno (jap. 水野義兼, Mizuno Yoshikane; * 1954) ist ein japanischer Amateurastronom und Asteroidenentdecker.
Zusammen mit Toshimasa Furuta entdeckte er am Observatorium an seinem Wohnort Kani zwischen 1989 und 1993 insgesamt 52 Asteroiden.
Der Asteroid (4541) Mizuno wurde nach ihm benannt.